# Rumelevator
En rumelevator er blevet foreslået som afløser af raketter og rumfærger til at bringe mennesker, satellitter og varer op til den geostationære bane om Jorden.

## Idéens historie
Idéen om at have en elevator-transport op i rummet blev introduceret i 1895 af den russiske videnskabsmand Konstantin Tsiolkovsky, der mente man burde bygge et gigantisk tårn med en stor (men traditionel) elevator og en borg på toppen i geostationært kredsløb om jorden. Denne idé er praktisk umulig da strukturen ville kollapse under sin egen vægt.
I 1961 fik en anden russisk videnskabsmand, Jurij N. Artsutanov, idéen at man kunne lave en rumelevator ved at have et udstrakt bånd med massemidtpunkt i geostationært kredsløb om jorden (36.000 km over jorden). Problemet var nu reduceret til at man ikke kendte noget stof der var stærkt nok til at holde til det enorme træk jordens rotation ville udsætte elevatorkablet for.
Arthur C. Clarke introducerede i 1978 ideen til et bredere publikum i sin roman Fontænerne i Edens have (The Fountains of Paradise). Han forventer selv at alle problemer vil blive løst og rumelevatoren bygget "ti år efter alle stopper med at grine – og de er stoppet nu".

### Den Moderne Rumelevator
Konceptet fik sin moderne form efter at Bradley C. Edwards gennemførte et studium af mulighederne for at bygge en rumelevator for NASA. Et af hovedtrækkene i rapporten blev at materialet rumelevatoren skulle bygges af nu kendes. Det er carbonnanorør der blev opdaget omkring 1990 og nu nærmer sig det stadium hvor de kan bruges i praksis. Et andet vigtigt resultat blev at båndets længde blev forøget fra ca. 40.000 km til 100.000 km, hvilket betyder at man ikke har brug for ret stor en modvægt. Desuden blev der foretaget sikkerhedsanalyser for alle tænkelige farer. Dette medførte at den mest sandsynlige placering for rumelevatoren er i Stillehavet ud for Perus kyst. Det er på ækvator hvor der ingen storme er, der er heller ingen lyn, og faren for terrorangreb ude midt i Stillehavet er ret lille. Båndet bliver krummet hvilket vil minimere den skade minimeteorer kan give.
Organisationen Spaceward Foundation har som de første fået en pose penge af NASA til at udlove i NASAs Centennial Challenges program der handler om at gennemføre gennembrud inden for teknologi. Dette betyder at der fra i år gennemføres konkurrencer hvor man kan vinde penge for at løse forskellige rumelevatorrelaterede opgaver.